# Дом Брюса
До́м Брю́са — московская городская усадьба графов Брюсов, построенная в стиле классицизма в 1770-е годы на углу Большой Никитской улицы и Брюсова переулка. Здание несколько раз перестраивалось последующими владельцами, последний раз его реконструировали в конце XIX века. В 1960 году внесено в список объектов культурного наследия России. Сейчас в здании находятся Международный союз музыкальных деятелей и Фонд Ирины Архиповой.

## История

### XVIII—XIX век
С начала XVII века на месте усадебного дома стояли каменные одноэтажные палаты. По состоянию на 1686 год они принадлежали княгине Анне Никифоровне Лобановой-Ростовской. В первой четверти XVIII века земельным участком владел президент Военной коллегии Василий Долгоруков. В 1729 году он передал подворье как свадебный подарок своей племяннице Анастасии Михайловне, вышедшей замуж за графа Александра Брюса. После его смерти в 1752 году владельцем усадьбы стал его сын генерал-аншеф Яков Брюс.
В середине 1770-х годов Яков Брюс увеличил территорию усадьбы за счёт приобретения соседних участков: сначала он купил часть подворья Салтыковых, а в 1776 году — землю, принадлежавшую А. Ф. Белосельской. Затем он приступил к перестройке главного дома: в 1777 году палаты были надстроены двумя этажами. Главный дом, представляющий собой образец московского классицизма, имеет практически те же габариты, что и каменные каменные палаты, на месте которых он был возведён. Его архитектором предположительно считается Матвей Казаков. Здание выложено из кирпича. Отделка фасада дома выполнена в стиле, сочетавшем детали классицизма и барокко. Оконные наличники первого этажа были выложены в 1770-х годах — в то же время, когда возводились второй и третий этажи. В 1778 году Брюс также собирался удлинить корпус, выходящий на Большую Никитскую улицу, увеличить его высоту на аршин. Кроме того, в переулке планировалось построить ещё одно здание, примыкавшее к главному дому, за ним – конюшню. Из задуманного проекта возвели только дополнительное крыло по линии переулка. После смерти Якова Брюса в 1791 году усадьба отошла его дочери Екатерине, вышедшей замуж за графа Василия Валентиновича Мусина-Пушкина.
В 1806-м участок приобрёл московский военный губернатор князь Юрий Долгоруков. Во время Отечественной войны 1812 года дом Брюса пострадал от пожара. На участке не горел каменный флигель, оригинальный фасад главного здания сохранился. В 1813 году главный корпус ремонтировали, в 1814 году работы по его восстановлению были завершены. Во время реконструкции фасад, выходящий на улицу, получил ампирную отделку и был гладко оштукатурен, небольшие ниши, находившиеся на уровне третьего этажа, были также заштукатурены. В XIX веке при надстройке третьего этажа главного здания также был разобран фронтон, который располагался над средним ризалитом в семь окон.
После смерти Юрия Долгорукова в 1830 году хозяйкой усадьбы стала княгиня В. Ф. Салтыкова, продавшая владение мещанкам Агафье Калугиной и Екатерине Ершовой. Усадебный дом функционировал как доходный, его помещения сдавали в аренду под квартиры и торговые помещения. В частности, в 1830—1840-е годы дворовый флигель дома Брюса арендовал Художественный класс. В разное время в арендованных меблированных комнатах также жили писатель Владимир Гиляровский, генеалог Виктор Чернопятов, музыкант Ульрих Авранек, библиограф Антонина Зёрнова, художники Исаак Левитан и Николай Чехов. Считается, что писатель Антон Чехов оставил подробное описание помещений усадьбы в своей повести «Три года». Кроме того, в 1860 году в доме скончался декабрист Сергей Трубецкой, также арендовавший в главном здании жилое помещение.
В 1835 году на красной линии Большой Никитской улицы был возведён флигель, расположенный справа от главного корпуса. В 1840-е годы главное здание реконструировали. Литератор Ксенофонт Полевой сообщал: «Дом Брюса переделан, и не остаётся следов его, хотя ещё существует Брюсовский переулок». В 1872 году слева от флигеля была возведена ещё одна пристройка. С 1880-х годов в домах на приусадебном участке располагались реальное училище, частные женские гимназии Ю. Бесс и Е. Юргенсон, меблированные комнаты Медведева. В конце XIX века декор фасада главного здания был вновь изменён, внутри него была реконструирована парадная лестница.

### XX—XXI век
В начале XX века усадьба находилась в собственности купца Г. И. Вельтищева. Перед Октябрьским переворотом её хозяином был паркетный фабрикант В. П. Панюшев, после революции здание с прилегающими к нему корпусами было национализировано. В 1919 году главный дом занимало Центральное управление военных сообщений при Реввоенсовете, в 1920-х годах его передали Институту слова фольклористки Ольги Озаровской. В советское время корпус по Брюсову переулку также получил двухэтажную надстройку с сохранением первоначального фасада, включая фриз из белого камня.
С 2007 по 2009 год дом Брюса ремонтировался, на его реставрацию было выделено около двух миллионов долларов. В ходе ремонта укрепили фундамент здания, произвели вычинку кирпичной кладки стен и сводов, восстановили декор фасада. Архитектурный памятник приспособили к использованию под административные помещения. Был также восстановлен и обустроен для проведения акустических концертов музыкальный зал, созданный в доме в XVIII веке, который носит имя Ирины Архиповой. По состоянию на 2018 год в главном здании усадьбы располагаются Международный союз музыкальных деятелей и Фонд Ирины Архиповой.